# Иконен, Осмо
Осмо Иконен (фин. Osmo Ikonen; 18 апреля 1980, Корпилахти, Финляндия) — финский певец, композитор и мультиинструменталист, неофициальный участник группы Sunrise Avenue (клавишные, бэк-вокал).

## Биография
Родился 18 апреля 1980 года в городе Корпилахти (Korpilahti) в Центральной Финляндии, провёл там детство и учился в школе. Его мать была дирижёром, и вся семья была так или иначе связана с музыкой.
Окончил Академию имени Сибелиуса в Хельсинки по классу виолончели. Кроме того, научился играть на фортепиано, скрипке, гитаре, бас-гитаре, ударных, разного рода перкуссионных инструментах, губной гармонике и овладел техникой битбокса.
Его первый сольный альбом «Stories From The Within», записанный и спродюсированный им самостоятельно, вышел в мае 2008 года. 
В 2009 году участвовал в финском отборочном туре Евровидения с композицией «Heaven or Hell», но в полуфинал не прошёл.
В 2010 году выпустил второй студийный альбом «Heaven or hell is just a state of mind», поддержав его выход небольшим туром по Германии. 
Помимо сольного творчества сотрудничает со многими финскими музыкантами, такими как Alx Smith, Anna Abreu, Petteri Sariola, и играет на басу в семейном джаз-бэнде The Northern Governors, однако наиболее всего продвижению его карьеры поспособствовала работа с Sunrise Avenue.